# Francisco Muñoz
Francisco Muñoz Llana (Oviedo, 24 giugno 2001) è un ciclista su strada spagnolo, che corre per il Team Polti VisitMalta; è professionista dal 2022.

## Carriera
Diventa professionista nel 2022, gareggiando per la Eolo-Kometa.
Partecipa al suo primo Grande Giro nel 2024, il Giro d'Italia, dove si rende partecipe nella quarta tappa, facendo parte della fuga di giornata, durata più di 180 chilometri insieme a Stefan de Bod e Lilian Calmejane e conclude la gara posizionandosi 122º.

## Palmarès

### Altri successi
- 2022 (EOLO-Kometa U23)

Gran Premio de Primavera Ontur

## Piazzamenti

### Grandi Giri
- Giro d'Italia

2024: 122º
2025: 144º

### Competizioni europee
- Campionati europei

Anadia 2022 - Cronometro Under-23: 30°
Anadia 2022 - In linea Under-23: ritirato